# Erik Weinhauer
Erik Weinhauer (* 23. Januar 2001 in Quedlinburg) ist ein deutscher Fußballspieler. Er steht beim FC Erzgebirge Aue unter Vertrag.

## Sportliche Laufbahn

### Jugendfußball
Weinhauer wuchs im Harz auf und begann beim Blankenburger FV mit dem Fußballspielen, ehe er 2013 in das Nachwuchsleistungszentrum des 1. FC Magdeburg und 2017 zu Eintracht Braunschweig wechselte. Für die Magdeburger bestritt er in der Saison 2016/17 fünfzehn und für die Braunschweiger in der Saison 2017/18 zehn Spiele in der B-Junioren-Bundesliga. Außerdem bestritt er 2015 und 2016 insgesamt acht Spiele für die Landesauswahl Sachsen-Anhalts beim Länderpokal.

### Herren-Fußball
Zur Saison 2020/21 wechselte Weinhauer zum Oberligisten MTV Gifhorn, für den er erstmals im Corona-bedingt erst im August 2020 beendeten Niedersachsenpokal der Saison 2019/20 gegen den SC Spelle-Venhaus auflief (6:5 n. E.). Zu seinem Liga-Debüt im Herren-Bereich kam er am 6. September 2020 bei der 0:3-Heimniederlage gegen den SV Ramlingen-Ehlershausen. Anschließend ging er 2021 mit einem Sportstipendium in die USA und spielte für die Central Illinois Cougars im College Soccer.
Nach seiner Rückkehr im Januar 2022 schloss sich Weinhauer für ein halbes Jahr dem FC Einheit Wernigerode in der Oberliga Nordost-Süd an, ehe er zum Regionalliga-Aufsteiger Rot-Weiß Erfurt wechselte. Die Erfurter verließ er nach zwei Jahren zum Rivalen FC Carl Zeiss Jena, für den Weinhauer u. a. in der Regionalliga Nordost sowie im DFB-Pokalspiel gegen den amtierenden Deutschen Meister und Pokalsieger Bayer 04 Leverkusen (0:1) auflief. Beim 6:2-Heimsieg gegen Hertha 03 Zehlendorf am 2. Spieltag gelangen Weinhauer am 4. August 2024 fünf Tore zur Pflichtspiel-Einweihung des umgebauten Ernst-Abbe-Sportfelds. Im Dezember 2024 wurde er erstmals mit einem Wechsel zu verschiedenen Drittligisten in Verbindung gebracht. Am Ende der Saison 2024/25, die er mit dem FCC auf Platz 5 abschloss, wurde er mit 18 Treffern zum  Torschützenkönig der Liga.
Zur Saison 2025/26 schloss er sich dann Erzgebirge Aue an. Sein Profi-Debüt in der 3. Liga gab er am 1. Spieltag, den 3. August 2025, beim Heimspiel gegen den F.C. Hansa Rostock (0:0), als er in der Startformation auflief.

## Erfolge
- Torschützenkönig: Regionalliga Nordost 2024/25 (18 Tore)